# Зоряний шлях: Відплата
«Зо́ряний шлях: Відпла́та» (англ. «Star Trek»: «Nemesis») — десятий повнометражний науково-фантастичний фільм, дія якого відбувається у всесвіті «Зоряного Шляху» (Star Trek).
Команда зорельота «Ентерпрайз» виявляє на планеті Коларус III андроїда, ідентичного Дейті. В цей час владу над ромуланцями захопив двійник капітана Пікара — Шінзон. Він пропонує мир між ромуланцями та Федерацією, що виявляється підступним планом помсти Пікару і всім людям.
Прем'єра фільму відбулася: 13 грудня 2002 .

Бюджет фільму: 60 000 000 доларів. 

Касові збори в кінотеатрах США в рік показу: 43 000 000 доларів. 

Спільні касові збори в світі: 67 312 826 доларів.
Слоган фільму: Остання подорож покоління починається (a generation's final journey begins).

## Сюжет
У 2379 році ромуланський Сенат обговорює союз між планетами Ромул і Рем. Коли рішенням стає відмова, спрацьовує прихований механізм, що вбиває присутніх. В цей час капітан Пікар присутній на весіллі Вільяма Райкера та Діани Трой. Райкера тепер підвищено до капітана і новим першим помічником капітана стає андроїд Дейта. Після весілля зореліт «Ентерпрайз» пролітає біля планети Коларус III, звідки находить дивний сигнал, схожий на сигнали Дейти. Екіпаж знаходить на поверхні частини андроїда, аналогічного Дейті. Нападають місцеві жителі, тож команда поспіхом відлітає.
Андроїд називає себе Б-4, він виявляється прототипом, менш розумово розвиненим за Дейту. Йому записують пам'ять Дейти, щоб допомогти пригадати минуле. Адмірал Джейнвей повідомляє про зміну влади в ромуланців — їх очолив якийсь претор Шинзон. «Ентерпрайз» вирушає на Ромул з дипломатичною місією. Зореліт зустрічає намісник претора Шинзона, котрий приводить екіпаж на зустріч до Шинзона. Шинзон виявляється клоном Пікара, лише молодшим, та пропонує мир. Він розповідає, що був створений для диверсії проти Федерації, але після зміни складу Сенату лишився непотрібним та був засланий на рудники Рема. Серед реміанців Шинзон зібрав бунтарів і захопив владу. Невдовзі на «Ентерпрайзі» фіксують випромінювання таларона з ромуланського судна «Скімітар» — руйнівної речовини, що поглинає органіку. Після цього Шинзон викрадає Пікара та розповідає, що викрав усю інформацію про флоти Федерації з допомогою Б-4, якого знайшов на одній планеті. Заздрячи долі Пікара, Шинзон планує знищити Землю.
Видаючи себе за Б-4, дейта проникає на «Скімітар» і звільняє Пікара. Вони викрадають літак, на якому відлітають на «Ентерпрайз». Діана з'ясовує, що Шинзон помирає і врятувати його може лише кров Пікара. «Скімітар» через це переслідує «Ентерпрайз». Пікар каже Шинзону, що той може бути ким забажає, а не повинен мститись за те, що не став кимось іншим. Той, однак, планує все одно знищити Землю. Кораблі вступають у затяжний бій, в якому Федерації допомагає ромуланка Данатра. В бою обидва судна зазнають пошкоджень. Тоді Пікар наказує летіти на таран, чого Шинзон не очікує, думаючи, що знає про капітана все. Таларонова зброя «Скімітара», однак, лишається цілою.
Пікар вирішує особисто знищити ворожу зброю попри те, що може не повернутися. Дейта слідом викликається вирушити на «Скімітар» замість капітана. Шинзон стає Пікару на заваді, але той ранить клона. Дейта наздоганяє капітана та телепортує його на «Ентерпрайз», а сам підриває таларон, гинучи разом з кораблем. Данатра висилає «Ентерпрайзу» допомогу.
За якийсь час ромуланці пропонують Федерації справжній мир. Райкер прощається з Пікаром перед тим, як вирушити командувати кораблем «Титан». Пікар розповідає Б-4 про Дейту і той намагається стати схожим на нього.

## Нагороди та номінації
Том Гарді (Претор Шинзон) був номінований на премію «Сатурн» за найкращу чоловічу роль другого плану.

## Знімання
Основне знімання фільму відбулося з листопада 2001 року по березень 2002 року. Фільм вийшов у Північній Америці 13 грудня 2002 року.

## У ролях
- Патрік Стюарт — капітан Жан-Люк Пікар
- Джонатан Фрейкс — перший помічник, командер Вільям Томас Райкер
- Брент Спайнер — другий помічник, лейтенант-командер Дейта
- Левар Бертон — головний інженер, лейтенант-командер Джорджі Лафорж
- Майкл Дорн — глава тактичної служби, лейтенант-командер Ворф
- Марина Сіртіс — радник, командер Діана Трой
- Гейтс Мак-Федан — голова медичної служби, командер Беверлі Черіл Говард Крашер
- Том Гарді — Претор Шинзон, лідер ромуланців
- Рон Перлман — ромуланський намісник
- Діна Меєр — ромуланський командир Донатра
- Джон Берг — ромуланський сенатор
- Кейт Мелґрю — адмірал Кетрін Джейнвей
- Алан Дейл — Претор Хірен
- Віл Вітон — Веслі Крашер
- Браян Сінгер — Келлі
- Вупі Ґолдберґ — Гуїнан